# Rocquemont (Oise)
Rocquemont é uma comuna francesa na região administrativa de Altos da França, no departamento de Oise. Estende-se por uma área de 6,26 km². Em 2010 a comuna tinha 121 habitantes (densidade: 19,3 hab./km²).